# Eduard Atuesta
Eduard Andrés Atuesta Velasco (ur. 18 czerwca 1997 w Vélez) – kolumbijski piłkarz występujący na pozycji środkowego lub defensywnego pomocnika, reprezentant Kolumbii, od 2024 roku zawodnik amerykańskiego Los Angeles FC.